# たかとりじゅん
たかとり じゅん（1959年1月11日 - ）は、日本のフリーアナウンサー。本名:鷹取順雅。

## 来歴
東京都出身。1982年、福島中央テレビにアナウンサーとして入社。翌年の1983年に退社し、フリーアナウンサーに転向。転向直後は、日本テレビ朝のワイドショー『ルックルックこんにちは』に知っ得コーナー担当のキャスターとして出演していた。その後は茨城放送ほぼ専属のパーソナリティとして、20年近く同局の番組を担当し続けた。
TCP-Artistおよびライトハウスと業務提携している。

## 出演作品

### テレビ
- ルックルックこんにちは（日本テレビ、コーナーキャスター）
- 中村敦夫の地球発22時（毎日放送）[2]
- 金曜おもしろバラエティ（フジテレビ）[2]
- スポーツもりもり丼（テレビ神奈川）[2]
- おしゃべりトマト（テレビ神奈川）[2]
- 花へんろ・風の昭和日記（1986年、NHK）
- 名作の風景（TBS、ナレーター）[1]
- とことん!ホークス（地球の声 → MONDO21）[1]
- 中央競馬実況中継（グリーンチャンネル、キャスター）[1]
- 中央競馬中継WEST（グリーンチャンネル2）
- 教育ホットライン
- ジャスト・ショッピング（TBS）[2]
- 38COM-SHOW（ジェイコム湘南）
- 湘南まるごと〜どっちすき!?（2007年10月1日 - 2014年9月30日、ジェイコム湘南）
- 村口史子のグッドゴルフ（チバテレ）[2]
- BSイレブン競馬中継（BS11、ナレーター）[1]
- 宇宙トラベラー根本はるみのゼロG体験！（旅チャンネル）
- 見破れ!!トリックハンター（日本テレビ）[2]
- おとなの歩き方（ジェイコム湘南）

### ラジオ

#### 茨城放送
- 気ままにラジオ
- たかとりじゅんのラジはこ十八番!（1988年10月 - 1994年3月）
- たかとりじゅんのもっきん館（1994年4月 - 2001年3月）
- たかとりじゅんのタッチ・アンド・ゴー〜空飛ぶ金曜日〜（2001年4月 - 2002年3月）
- たかとりじゅんのドキドキ!ドッキン!!（2002年4月5日 - 2004年3月27日）
- たかとりじゅんのビタミンJ!（2004年3月29日 - 2011年4月1日）[1]
- HAPPYパンチ!（2013年4月3日 - 、金曜担当）

#### その他
- プレミアムジャズライブラリー（ラジオ日本）[2]
- サタモニ〜Setagaya Goes On〜（エフエム世田谷）[2]
- たかとりじゅんのスポーツジョッキー（2011年4月 - 、綜合放送制作）

### インターネット配信
- JAXAライブ中継 - H-IIBロケット打ち上げ・宇宙ステーション補給機のISSバージング（キャスター）[1]

### 映画
- 地下鉄に乗って（2006年、ギャガ・コミュニケーションズ＆松竹、ナレーター）[2]

### 司会
- 桂雀々お別れの会（2025年3月17日、ラルテ、ザ・キャピタルホテル東急）[3]